# San José del Rincón
San José del Rincón là một đô thị thuộc bang México, México. Năm 2005, dân số của đô thị này là 79945 người.